# Лагартос (Паленсія)
Лагартос (ісп. Lagartos) — муніципалітет в Іспанії, у складі автономної спільноти Кастилія-і-Леон, у провінції Паленсія. Населення — 146 осіб (2010).
Муніципалітет розташований на відстані близько 240 км на північний захід від Мадрида, 50 км на північний захід від Паленсії.
На території муніципалітету розташовані такі населені пункти: (дані про населення за 2010 рік)
- Лагартос: 21 особа
- Террадільйос-де-лос-Темпларіос: 78 осіб
- Вільямбран-де-Сеа: 47 осіб

## Демографія
Динаміка населення (INE ):